# Paweł Kieszek
Paweł Kieszek (* 16. April 1984 in Warschau) ist ein polnischer Fußballtorwart, der seit der Saison 2019/20 beim portugiesischen Verein Rio Ave FC unter Vertrag steht.

## Karriere
Paweł Kieszek begann seine Profikarriere bei Polonia Warschau im Jahr 2003. Dort war er die meiste Zeit nur Reservist. 2006 wurde er zum griechischen Klub Egaleo AO Athen verliehen, wo er acht Spiele im Tor stand. Als er wieder zurückkam, war Polonia in die zweite Liga abgestiegen. Er absolvierte nur ein paar Spiele, als er sich eine Verletzung zuzog und den Rest der Saison ausfiel. Insgesamt absolvierte er 25 Spiele für Polonia. 2007 wechselte er ablösefrei zum portugiesischen Sporting Braga. Sein Debüt gab er am 21. Februar 2008 beim Europa-League-Spiel gegen Werder Bremen. Sein erstes Spiel in der Liga folgte drei Tage später beim 1:1-Unentschieden gegen Benfica Lissabon.
Im Januar 2009 wurde er für den Rest der Saison an Vitória Setúbal verliehen, wo er zehn Spiele im Tor bestritt. Die Saison 2009/10 verlief für Kieszek nicht besonders erfolgreich. Er absolvierte nur drei Spiele, in denen er vier Tore kassierte.
Am 2. Juli 2010 wechselte er zum Ligakonkurrenten FC Porto, wo er einen Vierjahresvertrag unterschrieb. Mit Porto gewann er die portugiesische Meisterschaft 2010/11, den portugiesischen Pokal 2010/11 wie auch die UEFA Europa League 2010/11.
Zur Saison 2011/12 wurde er an den niederländischen Klub Roda JC Kerkrade verliehen. Nach 25 Ligaeinsätzen kehrte Kieszek nach Porto zurück. Wo er jedoch seinen Vertrag auflöste und einen Zwei-Jahres-Vertrag mit Vitória Setúbal unterschrieb. Hier war immer Stammtorwart und brachte es in zwei Spielzeiten auf 53 Ligaspiele. Zur Saison 2014/15 wechselte er zum Ligakonkurrenten GD Estoril Praia, wo er auch die Nummer 1 im Tor war und es auf insgesamt 55 Ligaspiele, drei Spiele im portugiesischen Pokal und drei Europa-League-Spiele in zwei Jahren brachte. Zur Saison 2016/17 wechselte er in die spanische Segunda División zum FC Córdoba.

## Erfolge
- Portugiesischer Meister: 2010/11
- Portugiesischer Pokalsieger: 2010/11
- UEFA Europa League Sieger: 2010/11